# Faul techniczny
Faul techniczny (lub przewinienie techniczne) – zagranie w koszykówce, kiedy zawodnik umyślnie dopuszcza się złamania zasad gry w sposób niegodny sportowca. 
Faul techniczny jest nieco inaczej określany w przepisach NBA i w przepisach FIBA. W FIBA jest to każdy faul, przy którym nie dochodzi przy tym do kontaktu fizycznego z przeciwnikiem bądź faul popełniony przez osoby niebiorące udziału w grze. W NBA uznaje się za takie także niewłaściwy kontakt z przeciwnikiem. Nie jest przewinieniem technicznym na przykład uderzenie przeciwnika przy próbie bloku, w przeciwieństwie do popchnięcia, oplucia itd. Mogą nim zostać ukarane osoby nieznajdujące się na boisku, a związane z drużyną, czyli trener (tzw. przewinienie trenera) czy rezerwowi (tzw. przewinienie ławki). 

## FIBA
Ta sekcja opisuje zagadnienie koszykarskie zgodne z normami FIBA.
Zasady w ligach NBA, NCAA lub innych mogą różnić się od tutaj przedstawionych.
Według zasad FIBA faul techniczny zawodnika, wynikający z poniższych sytuacji (lecz nieograniczony tylko do nich): 
- lekceważenie ostrzeżeń sędziów
- obraźliwe dotykanie sędziów, komisarza, sędziów stolikowych lub osób znajdujących się na ławce drużyny.
- obraźliwe zwracanie się do sędziów, komisarza, sędziów stolikowych bądź przeciwników.
- używanie języka lub gestów, które mogą być uznane za obraźliwe bądź podburzające publiczność
- zaczepianie przeciwnika bądź zasłanianie mu widoku przez wymachiwanie rękami tuż przed jego oczami
- nadmierne wymachiwanie łokciami
- opóźnianie gry przez celowe dotykanie piłki po tym, jak przeszła przez kosz lub opóźnianie gry przez uniemożliwienie szybkiego wprowadzenia piłki
- padanie na podłogę w celu udawania faulu
- chwytanie obręczy kosza w taki sposób, że cała waga zawodnika jest przez tę obręcz podtrzymywana, chyba że zawodnik chwyta na chwilę obręcz po wsadzie lub stara się uniknąć kontuzji
- nielegalne dotykanie piłki lub ingerencja w jej lot (przez obrońcę) podczas jedynego lub ostatniego rzutu wolnego. W wyniku błędu 1 punkt zostaje zaliczony drużynie atakującej, a obrońca karany jest faulem technicznym.

## NBA
Faul techniczny może być przyznany za:
- walkę lub próbę walki na boisku
- użycie niewłaściwego języka w stosunku do sędziów lub innych zawodników,
- zawiśnięcie na obręczy kosza po wsadzie na więcej niż 5 sekund
- wykorzystanie innego zawodnika do uzyskania przewagi wysokości
- zbicie rzutu wolnego
- celowe opóźnienie czasu wznowienia gry
- dokonanie nieuprawnionej zmiany
- wykroczenia związane ze strojem zawodnika
- rozpoczęcie gry z udziałem nieuprawnionego zawodnika
- przebywanie zbyt wielu graczy na boisku
- prośba o czas przy wyczerpanym limicie
- odmowa zajęcia miejsca na ławce.

## Inne reguły
W NBA faulu technicznego nie dolicza się do sumy fauli w meczu, eliminujących zawodnika z gry, natomiast drugi faul techniczny w meczu powoduje dyskwalifikację (usunięcie zawodnika z boiska). Każde przewinienie techniczne pociąga za sobą karę finansową, a dodatkowo po 16. takim przewinieniu w sezonie zasadniczym i po 7. w fazie play-off zawodnik jest zawieszany na jeden lub więcej meczów. Według przepisów FIBA faule osobiste i techniczne są sumowane w trakcie meczu.
Według zasad FIBA karą za faul techniczny jest przyznanie drużynie przeciwnej jednego rzutu wolnego. Gra zostaje wznowiona w następujący sposób:
- Rzut wolny należy niezwłocznie wykonać. Następnie, drużyna, która w momencie orzeczenia faula technicznego była w posiadaniu piłki lub miała do niej prawo, wprowadzi piłkę najbliżej miejsca, gdzie ta znajdowała się w momencie zatrzymania gry
- Rzut wolny należy niezwłocznie wykonać również w sytuacji, kiedy mają być wykonane lub są w trakcie wykonywania – wg już ustalonej kolejności – kary rzutów wolnych za inne faule. Po wykonaniu tego rzutu wolnego gra zostanie wznowiona przez drużynę, która była w posiadaniu piłki lub miała do niej prawo w momencie orzeczenia tego faula technicznego, od momentu, w którym została przerwana orzeczeniem tego faula technicznego
- Jeśli został zdobyty kosz z gry albo z ostatniego rzutu wolnego, piłkę należy wprowadzić z dowolnego miejsca za linią końcową
- Jeśli żadna z drużyn nie była w posiadaniu piłki, ani nie miała prawa do niej, to następuje sytuacja rzutu sędziowskiego
- Rzut sędziowski w kole środkowym na rozpoczęcie pierwszej kwarty (w przypadku, gdy faul techniczny został orzeczony przed rozpoczęciem meczu).

Zawodnik podlega dyskwalifikacji do końca meczu, gdy zostaje ukarany 2 faulami technicznymi lub 2 faulami niesportowymi, lub 1 faulem niesportowym i 1 faulem technicznym.
W NBA karą jest rzut osobisty dla drużyny przeciwnej, ale bez wpływu na to która z drużyn wznowi grę. Drużyna wykonując rzut wolny może wybrać gracza, który wyegzekwuje rzut.

## Rekordy
Najwięcej fauli technicznych popełnił Rasheed Wallace w sezonie 2000/01 - 41. 
Najwięcej fauli w jednym meczu popełnili gracze Arisu Saloniki 10 lutego 2008 r. w meczu ligi greckiej przeciw Olympiakosowi Pireus - 6.